# Portada/article octubre 14

## Reparació de l'ADN
La reparació de l'ADN és un conjunt de processos pels quals una cèl·lula identifica i corregeix danys fets a les molècules d'ADN que en codifiquen el genoma. En les cèl·lules humanes, tant les activitats metabòliques com els factors ambientals, com ara els rajos UVA o la radioactivitat, poden causar danys a l'ADN, provocant fins a un milió de lesions moleculars per cèl·lula per dia. Moltes d'aquestes lesions causen danys estructurals a la molècula d'ADN i poden alterar o eliminar la capacitat de la cèl·lula de transcriure el gen que codifica l'ADN afectat. Altres lesions produeixen mutacions potencialment nocives en el genoma de la cèl·lula, cosa que afecta la supervivència de les seves cèl·lules filles a l'hora de la mitosi. Per consegüent, el procés de reparació de l'ADN és constantment actiu, responent a danys a l'estructura de l'ADN.